# Жан II де Бурбон-Вандом

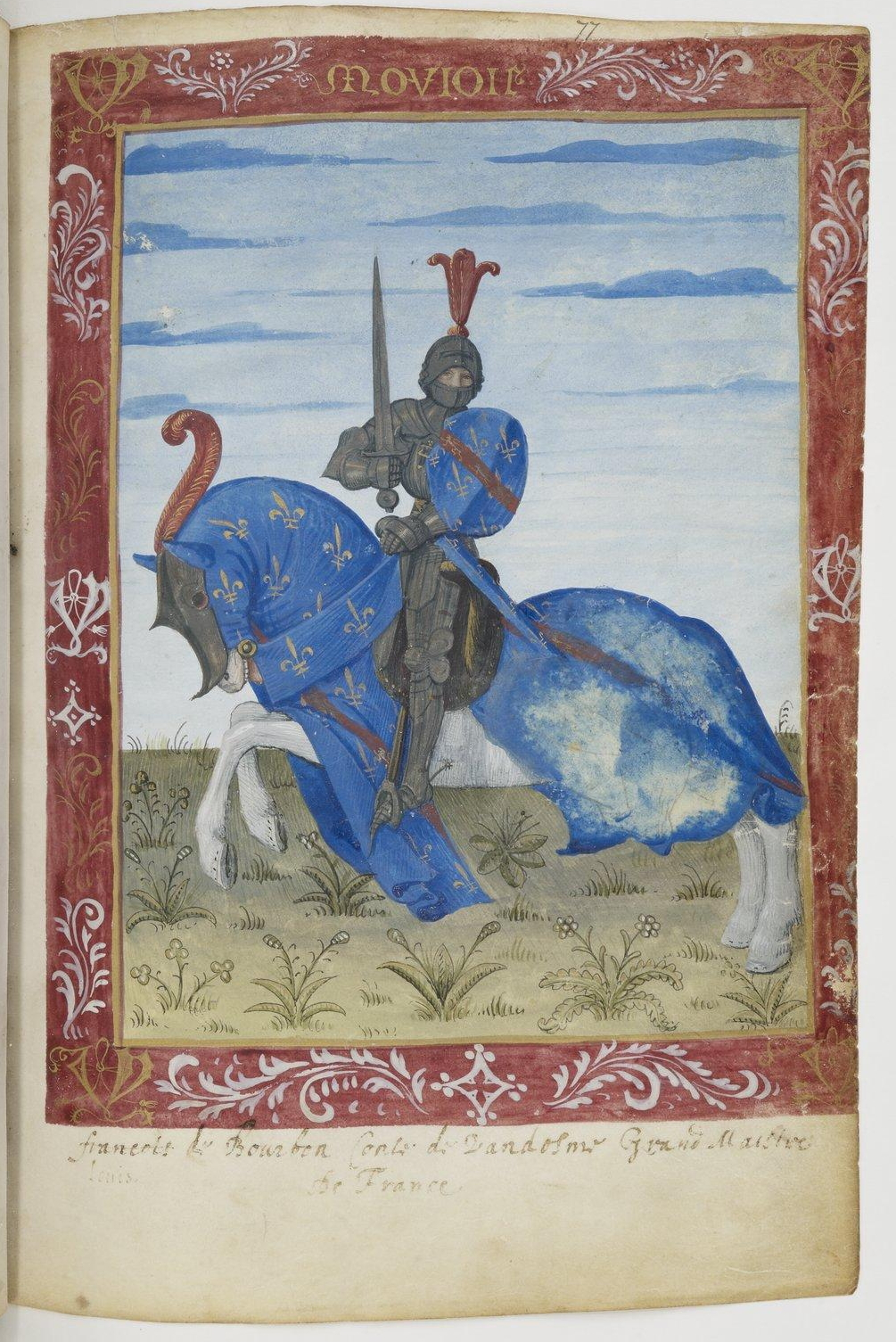
Жан VIII, граф Вандома. Миниатюра Жана Фуке из гербовника Жиля де Бувье Берри, 1455 г.

Жан II де Бурбон (фр. Jean II de Bourbon), ок. 1428 — 6 января 1477) — граф Вандома (под именем Жан VIII) и сеньор де Мондубло, д’Эпернон и де Ремаланд с 1446 года, сын графа Людовика I Вандомского и Жанны де Лаваль, дамы де Канзийон.

## Биография
После смерти отца в 1446 году Жан унаследовал его владения и титулы.
В 1454 году Жан женился на Изабель де Бово, происходившей из знатного рода Бово. Благодаря этому браку Жан получил сеньории Шампиньи и Ла-Рош-сюр-Йон.
Во время Столетней войны Жан, как и его отец, был сторонником короля Франции Карла VII. Он в составе армии, которой командовал Жан де Дюнуа, участвовал в сражениях против англичан в Нормандии и Гиени.
В 1458 году Жан принимал в  Вандоме короля Карла VII, который проводил процесс против герцога Алансона Жана I, обвинённого в измене в пользу англичан.
В 1465 году разразился мятеж французской знати против короля Людовика XI. Во главе его стояли брат короля, герцог Карл Беррийский, и герцог Бургундии Карл Смелый. Жан при этом сохранил верность королю. 16 июля он принимал участие в битве при Монлери, закончившейся разгромом королевской армии. Однако король не оценил преданность Жана, в результате чего он разочаровался в королевской службе и удалился в свои владения.
В последние годы основным его местом жительства был замок Лаварден (Лаварден, современный округ Вандом). За это время строительство замка завершилось. Также в 1474 году Жан построил церковь Мадлен в Вандоме и восстановил часовню Сен-Жак.
Умер Жан 6 января 1477 года в замке Лаварден и был похоронен в церкви Сен-Жорж в Вандоме. Ему наследовал старший сын Франсуа.

## Брак и дети
Жена: с 9 ноября 1454 года (Анже) Изабель де Бово (ок. 1436—1474), дама де Шампиньи и де Ла-Рош-сюр-Йон, дочь сенешаля Анжу Луи де Бово и Маргариты де Шамбли. У них родилось 8 детей:
- Жанна (1460—1478), дама де Рошфор; муж: с 1478 Луи де Жуайёз (ум. 1498), граф де Гранпре.
- Катерина Благочестивая (1462 — после 1525); муж: с 20 августа 1484 Жильбер де Шабанн (ок. 1439—1493), барон де Рошфор, сенешаль Лимузена и Гиени.
- Жанна Красивая (1465—1512); 1-й муж: с 12 апреля 1487 Жан II Добрый (1426 — 1 апреля 1488), герцог де Бурбон; 2-й муж: Жан IV де Ла Тур д’Овернь (1467 — 28 марта 1501), граф Оверни.
- Рене (1468 — 8 ноября 1534), аббатиса в Кане с 1490, аббатиса в монастыре Фонтевро с 1491.
- Франсуа (1470 — 30 октября 1495), граф Вандома с 1477.
- Людовик (1473—1520), принц де Ла-Рош-сюр-Йон, граф Монпансье (по праву жены Луизы де Бурбон, графини (позже герцогини) Монпансье, дофины д’Овернь, ум.1561) с 1504.
- Шарлотта (1474 — 14 декабря 1520); муж: Энгельберт Клевский (1462—1506), граф Невера и Э.
- Изабель (1475 — 12 июля 1531), аббатиса монастыря Троицы в Кане.

Кроме законных детей Жан имел двух внебрачных сыновей от Гийон Пенье:
- Луи (1454—1510), епископ Авранша
- Жак (1455—1524), губернатор Валуа.